# Uniwersytet Politechniczny w Bukareszcie
Politechnika Bukareszteńska (rum. Universitatea Politehnica din București) – rumuńska publiczna szkoła wyższa, zlokalizowana w Bukareszcie.

## Historia
Uczelnia nawiązuje do tradycji pierwszej rumuńskojęzycznej szkoły technicznej założonej w 1818 roku przez Gheorghe'a Lazăra przy opactwie św. Sawy w Bukareszcie. Kolejną bukareszteńską uczelnią techniczną była Szkoła Mostów i Dróg, Kopalń i Architektury, założona 1 października 1864 roku na podstawie dekretu Aleksandra Jana Cuzy. W 1867 roku, na podstawie dekretu Karola I, została ona przemianowana na pięcioletnią Szkołę Mostów, Dróg i Kopalń. Kolejne restrukturyzacje miały miejsce w roku 1881 (zmieniono wówczas nazwę na Narodowa Szkoła Mostów i Dróg) oraz w 1920, w którym Ferdynand I przekształcił ją na Szkołę Politechniczną. Szkoła składała się wówczas z czterech wydziałów: Elektromechaniki, Budownictwa, Górnictwa i Metalurgii oraz Sekcji Przemysłowej.  

## Struktura organizacyjna
W ramach uczelni funkcjonują następujące jednostki:
- Wydział Inżynierii Lotniczej
- Wydział Chemii Stosowanej i Nauk materiałowych
- Wydział Stosowanych Nauk Ścisłych
- Wydział Automatyki i Informatyki
- Wydział Inżynierii Systemów Biotechnologicznych
- Wydział Elektrotechniki
- Wydział Elektroniki, Telekomunikacji i Informatyki
- Wydział Inżynierii i Zarządzania w Systemach Technologicznych
- Wydział Inżynierii w Naukach Obcych
- Wydział Przedsiębiorczości, Inżynierii Biznesowej i Zarządzania
- Wydział Nauk Materiałowych i Inżynierii
- Wydział Inżynierii Mechanicznej i Mechatroniki
- Wydział Inżynierii Medycznej
- Wydział Inżynierii Energetycznej
- Wydział Transportu.